# Iulactis
Iulactis é um gênero de traça pertencente à família Agonoxenidae.